# 2475 Semenov
2475 Semenov este un asteroid din centura principală, descoperit pe 8 octombrie 1972 de Liudmila Juravliova.